# Fanny Tenret
Fanny Tenret est une footballeuse française, née le 11 mars 1990 à Sète dans l'Hérault. Elle évolue au poste d'attaquante au Toulouse FC.

## Biographie
Fanny Tenret inscrit 12 buts en championnat lors de la saison 2008-2009 avec Toulouse.
Elle possède 16 sélections en Équipe de France des moins de 19 ans et 5 sélections en Équipe de France des moins de 20 ans.

## Carrière
- Stade Balarucois : 1996-1998 (jeunes)
- Stade Mézois : 1998-1999 (jeunes)
- Stade Balarucois : 1999-2002 (jeunes)
- Montpellier HSC : 2002-2007 (jeunes)
- RC Saint-Étienne : 2007-2008 (1re division)
- Toulouse FC : 2008-2009 (1re division)
- Rodez AF : 2009-2010 (2e division)
- AS Muret : 2010-2013 (2e puis 1re division)
- Football Club de Sète 34 : 2013-2014 (Division d'honneur du Languedoc Roussillon)
- Toulouse FC : 2014- ~  (2e division)